# Loisir
Pour les articles homonymes, voir Loisirs (homonymie).

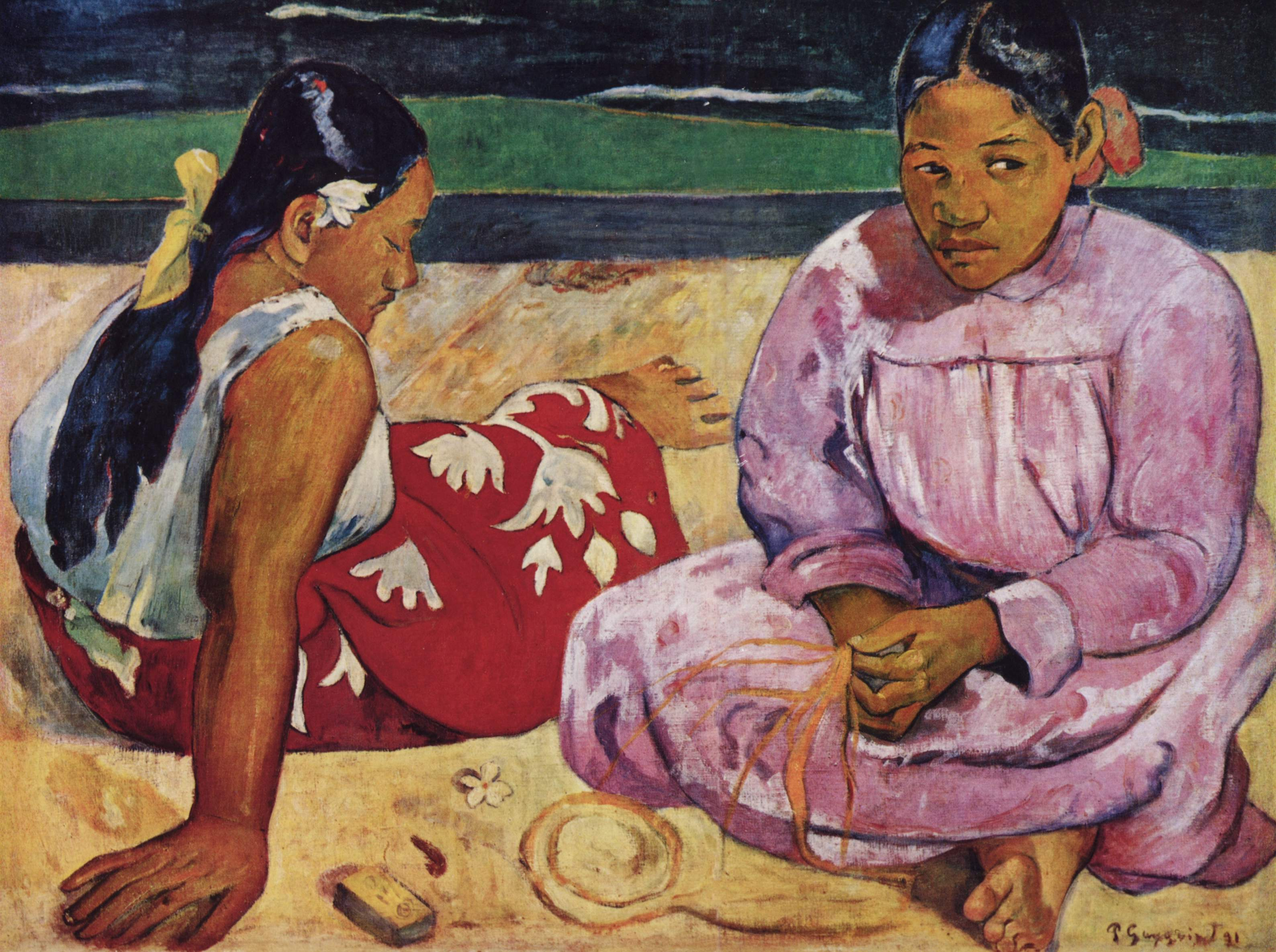
Femmes tahitiennes à la plage, Paul Gauguin, 1891.

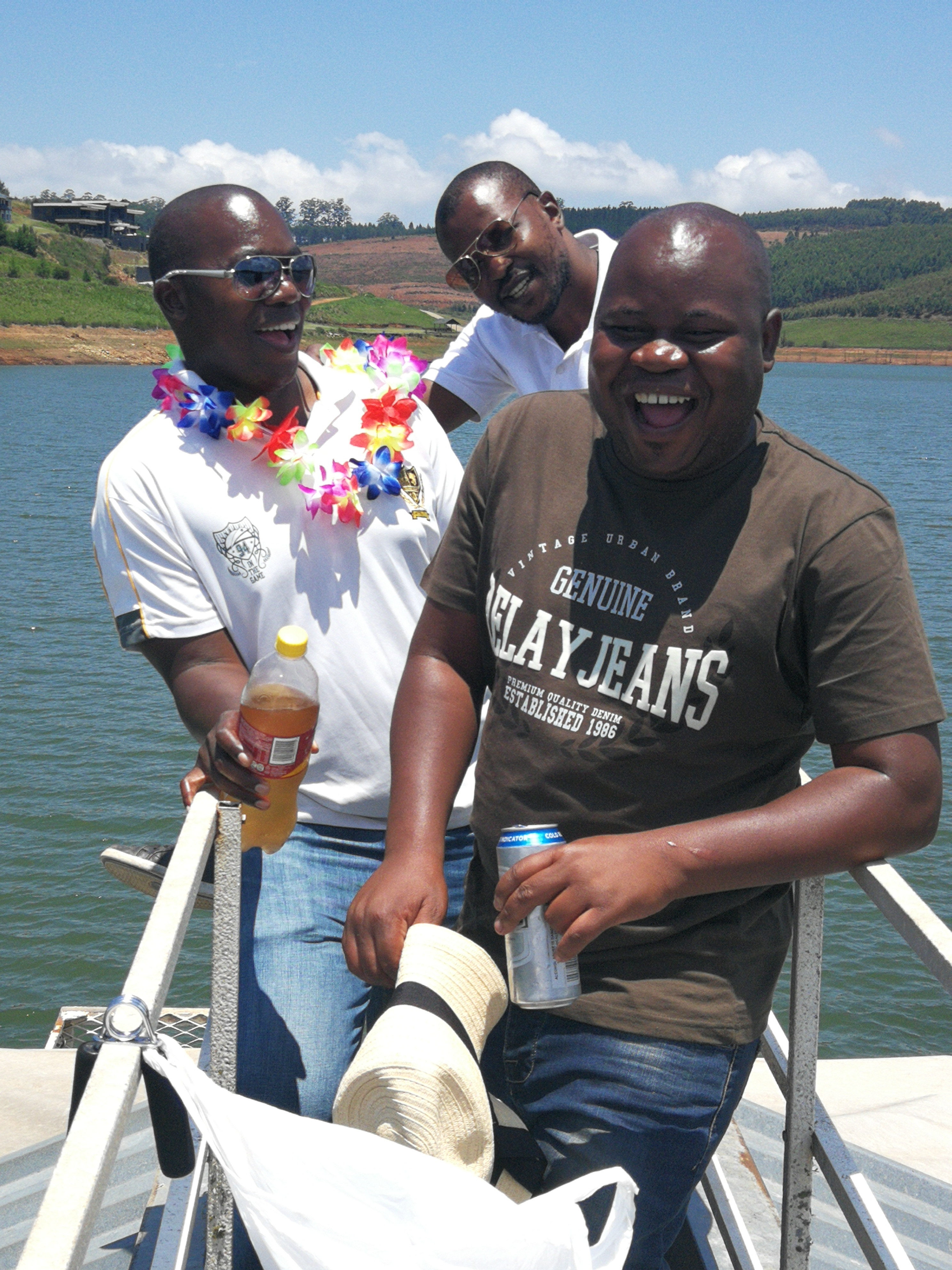
Temps du loisir en Afrique du Sud.

Le loisir est un moment dont on peut librement disposer par opposition au temps prescrit par une activité obligatoire voire rémunératrice, exercée à titre principal (emploi, activités domestiques, éducation des enfants…) et les contraintes qu’elle impose (temps de trajet aller et retour, temps de préparation et de rangement voire nettoyage…). Par extension, la notion de loisir s'etend à l'exercice d'une activité distrayante ou studieuse mais secondaire ou « passe-temps » durant lequel il est possible de l'exercer voire de s'y perfectionner, contraintes incluses (randonnée, jeu d'échec, peinture…).
Le mot, dérivé du verbe latin licere (« être permis »), renvoie, au début du XIIe siècle, aux notions positives de « liberté », et d'« oisiveté ». Puis, à partir du XVIIIe siècle, il évolue vers le sens de « divertissement ».

## Historique

### L'Âge d'or et la perte du Paradis terrestre
Les textes fondateurs de la civilisation judéo-chrétienne décrivent un état originel de l'humanité de type idyllique et paradisiaque (Âge d'or), sans contrainte perceptible avant que l'Homme n'en soit chassé pour avoir consommé le fruit défendu de l'Arbre de la connaissance du bien et du mal.
Cet « usage de la connaissance » semble correspondre au moment de la révolution néolithique lorsque, sous la pression démographique, le mode de vie de chasseur-cueilleur (incarné par Abel) est supplantée par un nouvel ordre (incarné par Caïn) marqué par la raréfaction des ressources et la nécessité de répartir les tâches pour produire des biens et les échanger contre d'autres jusqu'à couvrir les besoins ressentis. Cette phase semble correspondre à l'injonction contenue dans la Bible (au chapitre de la Genèse) : « Désormais tu travailleras à la sueur de ton front ».
Cette transition de la phase de jouissance de l'abondance, caractérisée par l'insouciance due à la disponibilité, semble-t-il inépuisable, des ressources et de leur gratuité, vers la prise de conscience d'une phase de raréfaction voire de carence et des moyens necessaires pour y remédier, et par là même, évalués en fonction des methodes à mettre en œuvre , est qualifié dans les domaines affiliés à la psychologie de principe [de l'impact] de la réalité.

### Antiquité et Moyen Âge
Consécutivement à cette vision primitive, le Loisir se définit dans l'Antiquité païenne par deux mots :
- en grec « Skholè » (qui a donné le latin « schola » et le français « école »[3]) ;
- en latin, « otium » désigne le temps de loisir, dont est dérivé le mot français oisif, par opposition au « negotium » (nec-otium : le non-loisir), dont est dérivé le terme français de négoce.

Sénèque loue les mérites de l'otium et considère une telle activité comme la caractéristique de l’homme vraiment libre – mais à condition de lui conférer une dimention sociale ou politique dans la cité car à défaut elle est fondamentalement inutile. Cette vision d'utilité fondamentale du loisir trouve son prolongement dans la conception du régime aristocratique, du grec ancien ἄριστος , áristos « meilleur », gouvernement par l'Homme « noble », reconnu pour sa valeur et ses mérites au profit de la cité par opposition aux gens riches, aux gens modestes et aux êtres de condition inférieure. L'aristocrate a en conséquence plus de temps à sa disposition que les autres pour exercer un loisir, par opposition à l'activité contrainte, le travail, que Marx au XIXe siecle considèrera comme un asservissement.
Les préceptes évangéliques aboutissent aux mêmes conclusions, mais sur la base d'une réflexion différente : ils sont en effet un appel à ne pas perdre sa vie dans les futilités terrestres mais à la gagner en sachant se concentrer sur ce qui est l'essentiel :
« Voyez les lis des champs : ils ne filent ni ne cousent et pourtant jamais Salomon n’a été vêtu comme eux dans toute sa gloire.
Que sert à l’homme de gagner l’univers s’il vient à perdre son âme ? » (Matthieu, 16.26)
« Celui qui cherche à conserver sa vie la perdra, tandis que celui qui perd sa vie à cause de moi, la retrouvera. » (Matthieu, 10.39)
Plus tard, Thomas d'Aquin ajoutera l'idée du loisir nécessaire en tant que moment réparateur.

### Temps modernes
La Conférence internationale du travail, Genève, en 1924, (p. 644) dispose dans ses conclusions : « Considérant qu'en adoptant dès sa première session, à Washington, une Convention sur la durée du travail, la Conférence générale a eu notamment pour objet de garantir aux travailleurs, outre les heures de sommeil nécessaires, un temps suffisant pour faire ce qui leur plaît, ainsi que l'indique exactement l'étymologie du mot "loisirs" […] ».
Mécanisation et informatisation libèrent progressivement l’homme de nombreux travaux physiques pénibles, dans le même temps il est vrai qu’il charge son mental : transports domicile-travail, complexité administrative souvent accrue, difficultés liées à une mauvaise ergonomie en informatique, travaux nerveusement pénibles, etc. Ainsi, le temps de travail « comptabilisé » diminue globalement et la réduction du temps de travail dégage pour chacun plus de « temps libre ».
Ce temps libre permet de participer à plusieurs activités autres que celles consacrées à la « survie » ou à la « reproduction ». Ainsi, s’investir dans des associations, développer ses compétences ou exercer une activité différente (culture, peinture, jardinage, sport...).
Il est difficile de déterminer si le phénomène a été accompagné ou non d’un développement de l’activité intellectuelle. Difficile aussi de savoir si ne se développe pas une sorte d’« activisme des loisirs » qui nous amène à neutraliser nous-mêmes en activités diverses ce qui aurait pu constituer, avant mobilisation à d’autres fins, un temps le loisir. Le problème du manque de temps semble ainsi en augmentation et non en diminution depuis les années 1960, au moins dans les grandes villes.
Un auteur comme Jeremy Rifkin estime que nous nous acheminons à terme vers une société sans travail. Avant qu’une telle situation n’émerge, si elle le fait un jour, il faudra améliorer les points suivants :
- les conditions de travail ;
- la durée du travail, dans une année et en nombre d’années de la vie ;
- les conditions d’existence et de « fin de vie » des citoyens.

Ceci contribuera sans doute à ce que cette réduction de volume de travail se traduise plutôt par une redistribution de l’activité, ce qui permettrait d’alléger le temps de travail, au lieu de se traduire par une concentration de l’activité, qui produirait du chômage.
Le philosophe Bertrand Russell a abordé cette question dans deux de ses ouvrages : Essais sceptiques et un ouvrage de jeunesse, Le monde qui pourrait être (avec lequel il prit quelque distance par la suite).

#### Loisir et loisirs: glissement sémantique
On qualifie également le loisir de « temps libre », soit un temps usuellement consacré à des activités essentiellement non productives d’un point de vue macroéconomique, activités souvent ludiques ou culturelles : bricolage, jardinage, sports, divertissements... Cela a entraîné par la suite un glissement sémantique du terme « loisir » (temps libre) vers celui de « loisirs » (divertissements et sports).
Le mot a commencé à accuser ce glissement de sens dans les années 1960-70, sans doute à la suite de son usage répété dans l’expression « civilisation des loisirs » (expression que l'on doit à Joffre Dumazedier dans un de ses ouvrages, publié en 1962, Vers une civilisation du loisir ?). Beaucoup usent du terme comme synonyme de « divertissement », ce qui constitue une déviation importante de signification.
L'expression « industrie des loisirs » fait directement écho à cette notion de loisirs-divertissements, en proposant une vision productiviste voire mercantile de la production de biens et de services propres à satisfaire les besoins des ménages liés à leur temps de loisir : on considère ici que ce temps est consacré à la consommation de masse, pour s’occuper.

## Termes connexes
- Un « violon d'Ingres » désigne une activité distrayante ou studieuse dans laquelle on excelle, par analogie avec les caracteristiques de la carrière de Jean-Auguste-Dominique Ingres, principalement peintre et sculpteur du XIXe siecle, qui fut deuxième violon à l’orchestre national du Capitole de Toulouse et ami de grands violonistes de son temps, Paganini et Baillot. A ce titre, il est documenté que l’expression "avoir un violon d’Ingres", est née à la fin du XIXe siècle dans l’entourage de Théophile Gauthier.
- Passe-temps, désigne un loisir, une activité distrayante ou studieuse que l'on se donne pour passer le temps, pour éviter de s'ennuyer nommé d'origine misbaha en arabe, comme étant un objet religieux, il l'est toujours pour certains, mais aussi utilisé de nos jours comme article accessoire[réf. nécessaire], sous le nom « passe-temps ».
- Hobby

#### Professions liées aux loisirs
- Techniques d'intervention en loisir
- Animation socioculturelle